# Кит, Дэниел
Дэ́ниел Кит (англ. Daniel Keith; род. 19 октября 1982 года, Бедфорд, Техас, США) — американский актёр, сценарист, драматург, кинорежиссёр, продюсер и музыкант. Наиболее известен по роли шерифа Гэри О’Рейли в фильме «Любовь в Килнерри», а также как солист рок-группы Modakai. Кит получил 31 награду и 23 номинации за актёрскую работу, сценарии и режиссуру.

## Биография
Кит родился на небольшом ранчо в Бедфорде, Техас, в семье авиадиспетчера Дэна Кита и сотрудницы компании IBM Жаклин Кит. Его родители развелись, когда Дэниелу было пять лет. Учась в средней школе Тринити, он участвовал в рок-группах и играл на барабанах в оркестре.
Кит учился в Университет Северного Техаса. В 2013 году он поступил в театральную школу Circle in the Square, а в 2021 году — в Королевскую академию драматического искусства.

## Карьера

### Музыкальная карьера

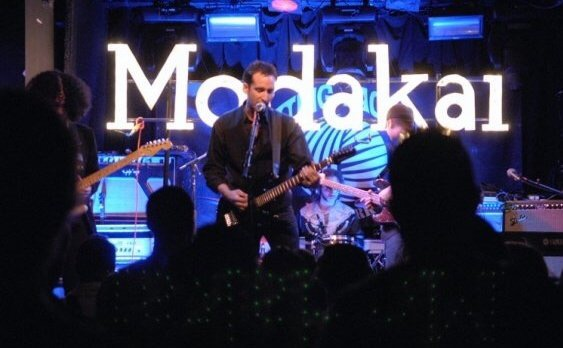
Модакай живое выступление в Трикотажная фабрика в Нью-Йорке в 2009 году

Кит основал группу Modakai (первоначально имевшую название Belafonte) в 2003 году в Далласе, вместе с Джоэлом Бьюкененом (ударные), Дэниелом Рорсом (бас) и Джозефом Отто (гитара, клавишные, вокал). Премьера первого EP группы Any Place Is Better Than Here состоялась в 2005 году на BBC Radio 1. После выхода второго и третьего синглов As Hard As You Like It и If You’ll Stay группа отправилась в турне по США.
В 2006 году группа переехала в Нью-Йорк. В 2007 году Modakai заняли второе место на фестивале Emergenza. В 2009 году вышел первый альбом группы под названием «Modakai». После тура по Великобритании в 2009 году группа ушла на перерыв и перестаоа выпускать синглы и альбомы. В 2021 году два трека с их первого альбома Everything and It Was You вошли в саундтрек к фильму «Любовь в Килнерри».

### Актёрская карьера
В 2009 году после прекращения деятельности в группе Кит по совету друга решил стать актёром и поступил в актёрскую студию Стеллы Адлер. Некоторое время он работал дублёром таких актёров, как Марк Руффало, Джим Парсонс и Джо Мантелло в фильме «Обычное сердце», Джастина Тимберлейка в фильме «Va-банк» и Кори Майкла Смита в первых двух сезонах сериала «Готэм».
В 2013 году в Нью-Йорке Кит сыграл в своей первой театральной постановке в пьесе Марка Хукера Miss Longview Texas Drag Pagent, исполнив роль распутного ковбоя Уайли. В том же году он снял свой первый короткометражный фильм под названием Rambler, в котором он исполнил роль серийного убийцы-кокни со шрамами.
В 2014 году Кит впервые появился на телевидение, сыграв роль мастера по изготовлению бомб Айзека в сериале «В поле зрения». Он также появлялся в эпизодах таких сериалов, как в таких сериалах, как «Чёрный список», «Слепая зона» и «Люк Кейдж».
В 2019 году Кит написал сценарий, срежиссировал, спродюсировал и сыграл главную роль в фильме «Любовь в Килнерри», который получил 45 наград и 26 номинаций на различные премии, после чего компания Mutiny Pictures взяла его в североамериканский прокат.

## Фильмография

### Кино и телевидение
| Год  |     | Русское название  | Оригинальное название   | Роль                      |
| ---- | --- | ----------------- | ----------------------- | ------------------------- |
| 2005 | кор | —                 | HD Undersea             | Брайан                    |
| 2013 | ф   | —                 | Glasspack vs Blackstone | Брайан Хенделман          |
| 2013 | кор | —                 | Sins of Lambs           | Томми Донован             |
| 2013 | ф   | —                 | The Rambler             | Странник                  |
| 2013 | кор | —                 | Small World             | Эверетт                   |
| 2013 | кор | Лев               | The Lion                | Билли Маккей              |
| 2013 | кор | —                 | Dogs of the Dow         | Гарретт                   |
| 2014 | ф   | —                 | Lost in a Moment        | Карл Деббс                |
| 2014 | тф  | Обычное сердце    | The Normal Heart        | гей на дискотеке          |
| 2014 | с   | В поле зрения     | Person of Interest      | Айзек                     |
| 2015 | с   | Чёрный список     | The Blacklist           | глава службы безопасности |
| 2017 | с   | Слепая зона       | Blindspot               | нью-йоркский коп          |
| 2018 | с   | Люк Кейдж         | Luke Cage               | детектив                  |
| 2019 | ф   | Любовь в Килнерри | Love in Kilnerry        | Гэри О’Райли              |
| 2020 | кор | —                 | Petty Cash              | одинокий пьяница          |
| 2021 | с   | —                 | Strut                   | офицер Уокман             |

### Театр
| Stage (partial) | Stage (partial)                      | Stage (partial)   | Stage (partial) | Stage (partial)    | Stage (partial)                          |
| Год             | Играть                               | Автор             | Роль            | Местонахождение    | Notes                                    |
| --------------- | ------------------------------------ | ----------------- | --------------- | ------------------ | ---------------------------------------- |
| 2006            | Picass at the Lapin Agile            | Стив Мартин       | Пабло Пикассо   | Даллас, штат Техас | Региональный                             |
| 2012            | Miss Longview Texas Drag Pageant     | Марк Хукер        | Уайли           | Нью-Йорк           | Мировая премьера                         |
| 2013            | Shinning City                        | Конер Макферсон   | Иэн             | Нью-Йорк           | Актерская студия                         |
| 2014            | Апрельский дурак                     | Келли Макаллистер | Джейпси         | Нью-Йорк           | Международный фестиваль Фриндж           |
| 2015            | Проломная комната                    | Колин Филмор      | Сэм             | Нью-Йорк           | Студии Манхэттенского театрального клуба |
| 2016            | Какой-то писклявый мальчик Клеопатры | Ларри Ринкл       | Майкл           | Нью-Йорк           | Манхэттенская репертуарная               |
| 2016            | Любовь в Килнерри                    | Дэниел Кит        | Гэри О’Рейли    | Нью-Йорк           | Студии Манхэттенского театрального клуба |

## Награды и номинации
Полный список наград и номинаций на IMDb
| Год  | Награда                                                              | Категория                                   | Роль                                 | Работа            | Результат |
| ---- | -------------------------------------------------------------------- | ------------------------------------------- | ------------------------------------ | ----------------- | --------- |
| 2014 | Филадельфийский фестиваль независимого кино                          | Лучший короткометражный фильм               | продюсер, сценарист                  | Rambler           | Победа    |
| 2014 | Дублинский международный фестиваль короткометражных фильмов и музыки | Лучший актёр (приз жюри)                    | актёр                                | Rambler           | Победа    |
| 2014 | Кинофестиваль Highway 61                                             | Лучший короткометражный драматический фильм | сценарист, продюсер, актёр           | Rambler           | Номинация |
| 2017 | Нью-Йоркский фестиваль кино и телевидения                            | Лучший сценарий                             | сценарист                            | Rambler           | Номинация |
| 2017 | Нью-Йоркский фестиваль кино и телевидения                            | Лучший сценарий                             | сценарист                            | Любовь в Килнерри | Номинация |
| 2017 | ScreenCraft                                                          | Лучший сценарий                             | сценарист                            | Любовь в Килнерри | Номинация |
| 2017 | Портлендский фестиваль комедийных фильмов                            | Лучший сценарий                             | сценарист                            | Любовь в Килнерри | Номинация |
| 2019 | Мадридский международный кинофестиваль                               | Лучший режиссёр                             | режиссёр                             | Любовь в Килнерри | Номинация |
| 2019 | Международный фестиваль в Калькутте                                  | Лучший сценарий                             | сценарист                            | Любовь в Килнерри | Номинация |
| 2019 | Кинофестиваль Нью-Гэмпшира                                           | Лучший полнометражный фильм (Нью-Гэмпшир)   | продюсер, сценарист, режиссёр, актёр | Любовь в Килнерри | Победа    |
| 2019 | Кинофестиваль Нью-Гэмпшира                                           | Приз зрительских симпатий                   | продюсер, сценарист, режиссёр, актёр | Любовь в Килнерри | Номинация |
| 2019 | Уильямсбургский международный кинофестиваль                          | Лучший художественный фильм (США)           | продюсер, сценарист, режиссёр, Актёр | Любовь в Килнерри | Номинация |
| 2019 | Международный кинофестиваль в Сохо                                   | Лучший игровой фильм                        | продюсер, сценарист, режиссёр, Актёр | Любовь в Килнерри | Номинация |
| 2019 | Кинофестиваль в Лос-Анджелесе                                        | Лучший актёрский ансамбль                   | актёр                                | Любовь в Килнерри | Победа    |
| 2019 | Кинофестиваль в Лос-Анджелесе                                        | Лучший художественный фильм                 | продюсер, сценарист, режиссёр, актёр | Любовь в Килнерри | Победа    |
| 2019 | Кинофестиваль в Лос-Анджелесе                                        | Лучшая комедийный фильм                     | продюсер, сценарист, режиссёр, актёр | Любовь в Килнерри | Победа    |
| 2019 | Кинофестиваль в Лос-Анджелесе                                        | Лучший ромком                               | продюсер, сценарист, режиссёр, актёр | Любовь в Килнерри | Победа    |
| 2019 | Кинофестиваль в Лос-Анджелесе                                        | Лучший режиссёр                             | режиссёр                             | Любовь в Килнерри | Победа    |
| 2019 | Кинофестиваль в Лос-Анджелесе                                        | Лучший оригинальный сюжет                   | сценарист                            | Любовь в Килнерри | Победа    |
| 2019 | Международная премия независимого кино                               | Лучший художественный фильм                 | продюсер, сценарист, режиссёр, актёр | Любовь в Килнерри | Победа    |
| 2019 | Международная премия независимого кино                               | Лучший актёр в главной роли                 | актёр                                | Любовь в Килнерри | Победа    |
| 2019 | Международная премия независимого кино                               | Лучший режиссёр                             | режиссёр                             | Любовь в Килнерри | Победа    |
| 2020 | Премии независимого кино в Лос-Анджелесе                             | Лучший полнометражный фильм                 | продюсер, сценарист, режиссёр, актёр | Любовь в Килнерри | Победа    |
| 2020 | Премии независимого кино в Лос-Анджелесе                             | Лучший сценарий                             | сценарист                            | Любовь в Килнерри | Победа    |
| 2020 | Премии независимого кино в Лос-Анджелесе                             | Лучший актёр                                | актёр                                | Любовь в Килнерри | Победа    |
| 2020 | Премии независимого кино в Лос-Анджелесе                             | Лучший режиссёр                             | режиссёр                             | Любовь в Килнерри | Номинация |
| 2020 | Премии независимого кино в Лос-Анджелесе                             | Лучший продюсер                             | продюсер                             | Любовь в Килнерри | Номинация |
| 2020 | Премии независимого кино в Лос-Анджелесе                             | Лучший начинающий режиссёр                  | режиссёр                             | Любовь в Килнерри | Номинация |
| 2020 | Международная премия независимого кино                               | Лучшая оригинальная песня                   | музыкант                             | Любовь в Килнерри | Победа    |
| 2020 | Международный кинофестиваль в Лондоне                                | Лучшая комедийный фильм                     | продюсер, сценарист, режиссёр, актёр | Любовь в Килнерри | Номинация |
| 2020 | Международный кинофестиваль в Лондоне                                | Лучший актёр в главной роли                 | актёр                                | Любовь в Килнерри | Номинация |